# Harapan Makmur (Bagan Sinembah)
Harapan Makmur is een bestuurslaag in het regentschap Rokan Hilir van de provincie Riau, Indonesië. Harapan Makmur telt 2036 inwoners (volkstelling 2010).